# 지형

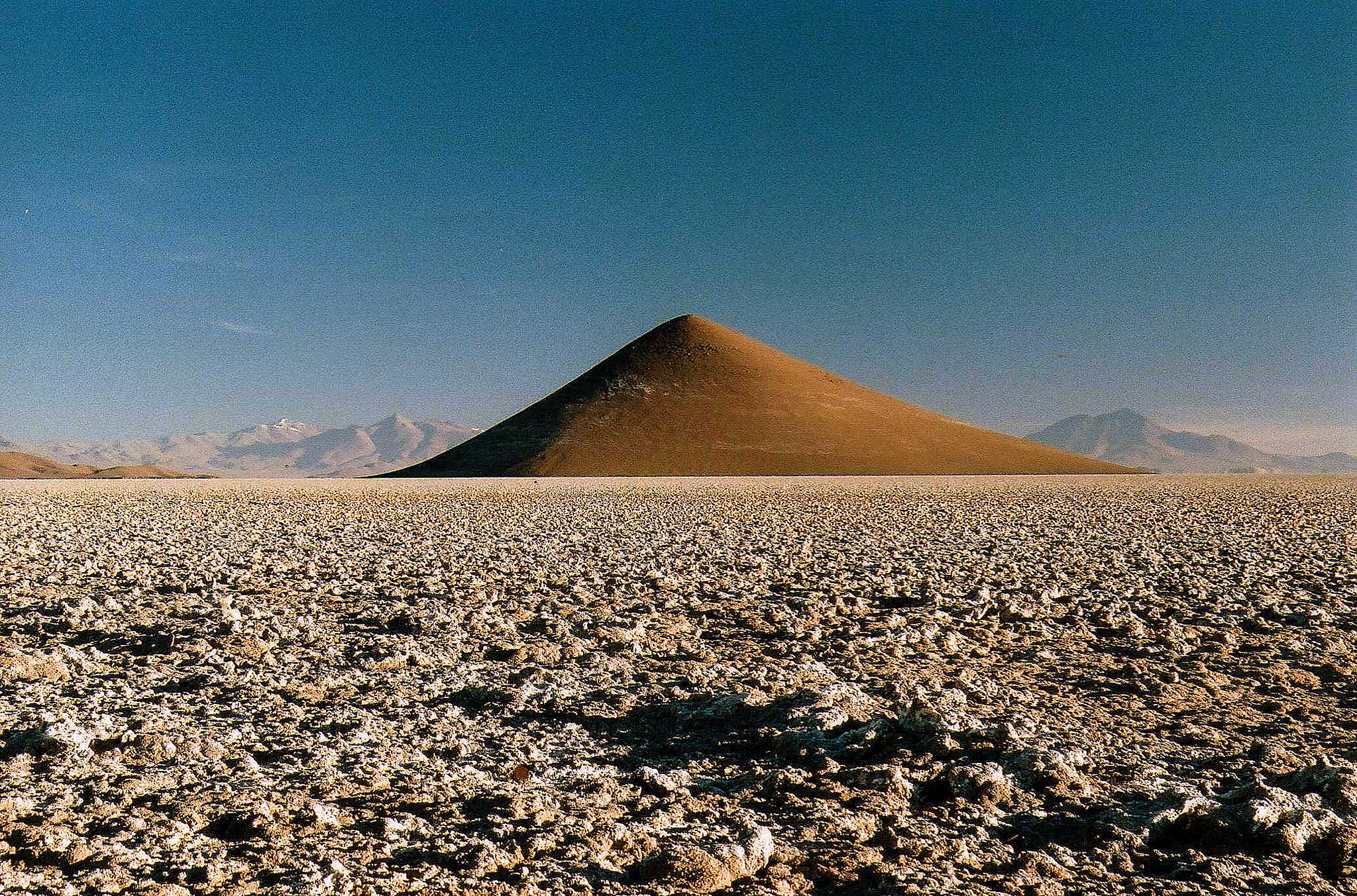
지형

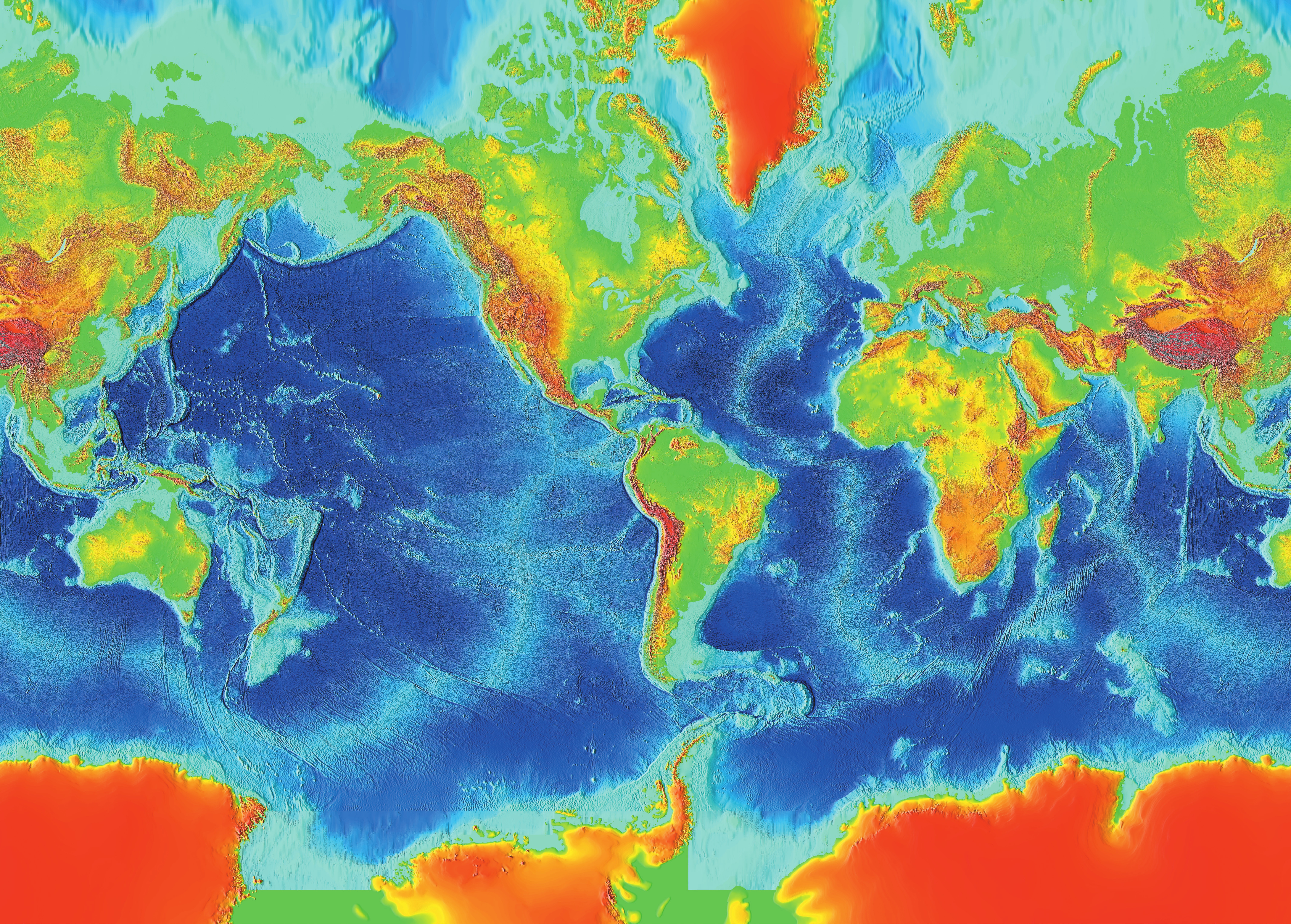
지구의 표면

지형(地形; topographic features)이란 땅의 생김새 및 지표 상의 시설물을 말한다. 지형은 높이, 경사, 방위, 층화(層化), 암석의 노출, 토양 형질 등에 따라 분류가 이루어진다. 지형에 대한 명칭에는 언덕, 구릉, 절벽, 계곡 같은 것들이 있다. 대양이나 대륙 등은 가장 높은 계열의 지형 명칭의 예이다.
판 구조론에서부터 침식, 퇴적 작용을 포함해서 여러 요인들로 인해 지형이 생성되고 변형된다. 생물학적 요인들도 지형에 영향을 끼칠 수 있다. 예를 들자면 사구나 염습지의 발달 과정에서 식물의 역할이나, 산호초의 형성에서의 조류, 산호의 작용을 들 수 있다.

## 지형의 표시
평면 상에 지형을 표시하는 방법엔 자연적 도법과 부호적 도법이 있다.
- 자연적 도법 : 음영법, 영선법
- 부호적 도법 : 단채법, 점고법, 등고선법

## 건조지역의 지형
강우량이 적고 식물과 기타 생물의 생육이 불가능한 지역은 스텝 또는 사막으로 되어 있으며, 하천의 침식작용보다는 풍화작용이나 기온의 변화에 의해 형성되는 지형이 널리 분포한다. 지구의 육지면적의 4분의 1에 해당하는 3,900만km2 가 이러한 지역이지만 인간 활동의 무대로서는 인구가 적고 산업의 발전단계도 낮으므로 후진성을 면치 못하고 있다. 그러나 사대문명(四大文明)의 발상지는 다 이러한 지역으로, 건조라는 조건이 인류문명사에 얼마나 크게 공헌했는가를 짐작할 수 있다. 건조지역 자연의 정복이 자연 개조의 큰 과제의 하나였다는 사실을 여기에서 생각해 볼 필요가 있겠다.건조지역 지형의 제1의 특색은, 내륙유역을 형성하여 하천의 말류(末流)가 소실(消失)되거나 내륙염호(內陸鹽湖)를 지니고 있다는 데에 있다. 습한 지역에 원천을 갖는 하천이 건조지역을 흐르는 경우, 지류(支流)가 별로 생기지 않는다는 것은 나일강이나 인더스강 등의 예를 보면 알 수 있다.건조지역의 지형의 제2의 특색은, 수계(水系)가 빈곤하다는 제1의 특색과 건조해 있다는 데서 오는 기온의 큰 일교차(日較差)와 연교차(年較差)로 인한 기계적 풍화작용의 결과 습윤지역과는 판이한 지형형성 작용이 지배적이라는 점에 있다. 이것은 강풍의 작용 또는 집중호우로 인한 포상유수침식(布狀流水侵蝕)·운반·최적에 의한 지형이 발달하기 쉽다는 것을 의미한다.제3의 특색은, 기계적 풍화작용이 만들어낸 세립(細粒)의 물질이 강풍에 의해 주변으로 날려 이른바 모래 사막·자갈 사막·바위 사막을 형성하여, 주변부에는 미세(微細)한 물질이 퇴적한 레스 지대 내지는 황토(黃土)지대를 형성한다는 것이다. 또, 기후변화의 영향이 있거나 세립물질을 공급하는 하천 혹은 호소(湖沼) 퇴적물이 있으면, 거기에 바람이 작용하는 풍식사구(風蝕砂丘)를 형성한다.제4의 특색은, 건조지역이 내륙부에 위치하는 수가 많다는 점인데, 이러한 지역은 안정지괴(내지 육괴)로 형성되는 경우가 많으므로, 안정지괴가 제시하는 준평원의 지형이 바람이나 기계적 풍화작용에 의해 대대적으로 수정되어 건조윤회(輪廻)의 종말기의 지형에 해당하는 특징을 지니는 일이 많다.

## 한랭지역의 지형
기후가 차서 식물이 생육할 수 없는 지역에서는 눈·서리·얼음 등의 작용으로 인하여 특수한 지형이 분포한다. 남극대륙·북극해 주변지역·히말라야나 로키 같은 높은 산에는 빙하작용으로 인한 침식 또는 퇴적의 지형이 널리 분포해 있으며, 그 주변부에는 빙하시대의 빙하작용으로 인한, 또는 주빙하현상(周氷河現象)으로의 특징을 지닌 지형이 분포해 있다.또한 시베리아 평원의 영구동토(永久凍土) 툰드라는 지형적으로 특색이 있는 지형을 보이고 있다.

## 지형 형성지역
세계의 지형의 특색은 일반적으로 지형의 구조 「신구(新舊)의 조산운동, 산괴(山塊)의 크기, 배열상태, 화산활동」, 지형의 상황「고도, 사면의 방향, 경사, 굴절의 정도, 침식의 단계」, 지형형성의 작용 「빙식(氷蝕),  빙퇴적(氷堆積), 설식(雪蝕), 설퇴적(雪堆積), 상식(霜蝕), 상퇴적(霜堆積), 하식(河蝕), 하성퇴적(河成堆積),  해식(海蝕), 해성퇴적(海成堆積), 풍식(風蝕), 풍적(風積)」 등 요인의 상호작용에 의해 결정된다. 또한 지형형성의 작용은 지형의 지리적 위치, 위도(緯度), 육괴상의 위치 및 기후형(型), 기후의 변동, 식생(植生)의 상황 및 그 변화의 영향을 받는다.다시 말하자면, 이러한 관계를 고찰하는 데에는 지형만을 따로 떼어서 별개로 고찰할 것이 아니라 지형을, 자연을 구성하는 한 요소로서 포착하여 서로 상관관계를 갖는 자연의 다른 요소들과는 종합적 관련성에 의해 이해하는 일이 필요하다. 또 나아가서 자연을 고정적인 것으로서 포착하지 않고 인류 역사의 장구한 시간을 통해 변동을 겪고, 또 그 변동이 인류와 어떤 관계가 있다고 보는 각도에서 고찰해야 한다.이러한 관점에 설 때, 비로소 인류의 이동이나 인종의 분포 같은 지역적인 기초조건의 이해가 가능해지는 것이다

## 지형의 목록
- 육지-대륙,평원,고원,분지,사막,초원,염습지,초탄지,봉,산,산맥,협곡,강,하천,늪,호수…
- 바다-대양,해,만,해협,해저,대륙붕,퇴,해산,해령,해분,해구,암초,산호초,섬…

### 경사 지형
- 계곡
- 산
- 언덕
- 절벽
- 케스타

### 해안, 바다 지형
- 갯벌
- 곶
- 대양
- 만
- 모래톱
- 바다
- 반도
- 사구
- 산호초
- 삼각주
- 섬, 열도, 군도, 산호섬
- 연안사주
- 염습지
- 자연교☞둘째 이상 나온 단어 링크 없앴지만 예외
- 해변
- 해안
- 절벽
- 해령, 해구
- 해협

### 하천 지형
- 강
- 계곡
- 골짜기
- 늪
- 동굴
- 둑
- 범람원
- 분지
- 삼각주
- 샘
- 섬
- 시내
- 오아시스
- 우각호
- 절벽
- 폭포
- 해변
- 협곡
- 호수

### 산, 빙하 지형
- 구혈
- 계곡
- 드럼린
- 빙하
- 빙하곡
- 빙하유수 퇴적 평원
- (산)산맥
- 에스커
- 케임
- 크레바스
- 퇴석구
- 피오르
- 핑고
- 현곡

### 화산 지형
- 간헐천
- 분석구
- 용암 돔
- 칼데라
- 해구
- 해령
- 화산, 순상 화산, 성층 화산
- 화산섬

## 같이 보기
- 지형학
- 지리

## 참고 문헌
- 이재기; 최석근; 박경식; 정성혁 (2013). 《측량학2》. 형설출판사. ISBN 978-89-472-7337-4.